# ميلان لازاريفيتش
ميلان لازاريفيتش (بالصربية: Милан Лазаревић)‏ هو لاعب كرة قدم صربي في مركز الدفاع، ولد في 10 يناير 1997 في Milići, Republika Srpska ‏ في البوسنة والهرسك. لعب مع نادي فويفودينا.

## وصلات خارجية
- ميلان لازاريفيتش على موقع الاتحاد الأوربي (الإنجليزية)
- ميلان لازاريفيتش على موقع قاعدة بيانات كرة القدم.إي يو (الإنجليزية)
- ميلان لازاريفيتش على موقع بيانات كرة القدم. دي إي (الألمانية)
- ميلان لازاريفيتش على موقع Soccerbase.com (لاعب) (الإنجليزية)
- ميلان لازاريفيتش على موقع Soccerway.com (الإنجليزية)
- ميلان لازاريفيتش على موقع عالم كرة القدم.نت (الإنجليزية)